# Raschera
| Raschera           |                              |
| Herkunft           | Italien – Provinz Cuneo      |
| Ausgangs- produkte | halbfette Rohmilch der Kuh   |
| Käsegruppe         | Schnittkäse                  |
| Fett i. Tr.        | min. 32 %                    |
| Form               | quadratisch,                 |
| Gewicht            | 7–10 kg                      |
| Reifezeit          | 3–12 Wochen                  |
| Rinde              | grau-rötlich                 |
| Teig               | weiß, elastisch, ohne Löcher |
| Aroma              | mild, aber typisch           |
| Geschmack          | würzig, pikant               |
| Zertifizierung     | DOP                          |

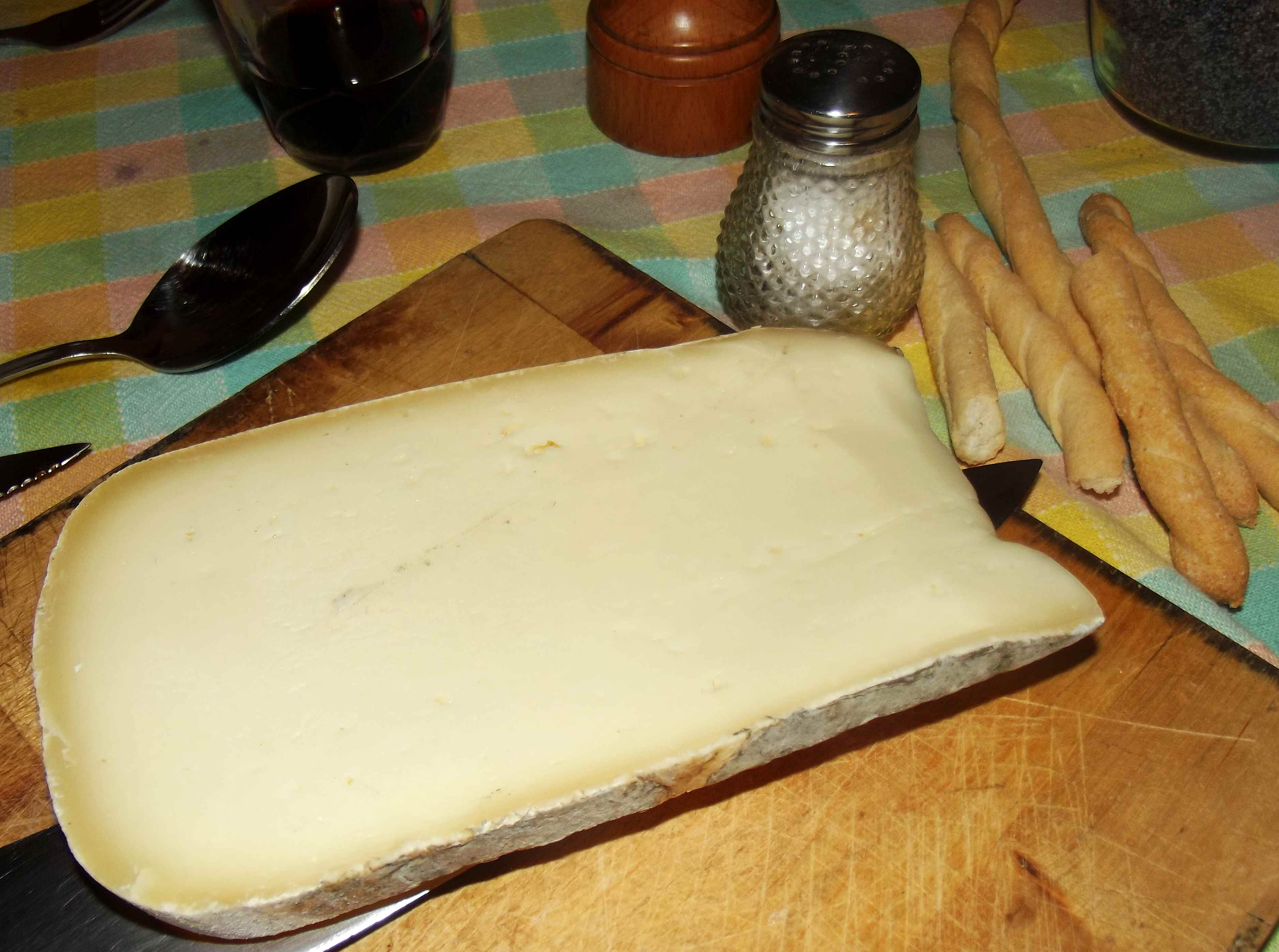
Raschera

Raschera ist ein italienischer Rohmilchkäse mit geschützter Ursprungsbezeichnung.

## Historie
In einem Pachtvertrag des ausgehenden 15. Jahrhunderts wird durch den Grundbesitzer dieses Weidegebiets von den Hirten einige „dieser guten Käse“ verlangt. Die ursprünglich quadratische Form des Raschera wurde wohl gewählt, um ihn besser auf dem Packsattel der Esel transportieren zu können. Inzwischen wird er auch in zylindrischer Form hergestellt.

## Herstellung
Die Milch aus zwei aufeinanderfolgenden Melkungen (abends und morgens) wird auf 27–30 °C erhitzt und mit Lab versetzt. Nach der Gerinnung wird der Käsebruch in haselnussgroße Stücke geschnitten. Die abgesetzte Rohkäsemasse ruht einige Minuten lang unter der Molke, danach wird der Käse entnommen und geformt.
Der Alpeggio wird immer mit Leinentüchern geformt. Nach circa 5–15 Minuten wird das Tuch geöffnet und die Rohkäsemasse von Hand durchgeknetet, um überschüssige Molke zu entfernen. Der Käse wird dann zusammen mit dem Leinentuch in Form gepresst, mit einer hölzernen Bohle abgedeckt und etwa sechs Stunden mit Steinen beschwert. Erst jetzt wird das Tuch entnommen und der Käse alleine in Form gepresst.
Der Käse reift mindestens drei Wochen, mit zunehmender Reife verändert sich auch die Farbe des Teiges in eine leichte Elfenbeinnote.

## Markenzeichen
Oben auf dem Käse ist das vom Konsortium genehmigte Emblem, ein stilisiertes 'R', eingeprägt. Es wird umrandet von einem grünen Etikett mit dem Markenzeichen und der Aufschrift 'Raschera Denominazione di Origine Controllata'.

## Arten des Raschera
- Raschera DOP
- Raschera di Alpeggio (von der Alm), darf nur in Höhen über 900 m s.l.m. hergestellt und gereift werden.

## Herstellungsgebiet
Der Raschera DOP darf im gesamten Gebiet der Provinz Cuneo hergestellt werden. Die Sorte „Raschera di Alpeggio“ hingegen nur in den Gemeinden Frabosa Soprana, Frabosa Sottana, Garessio, Magliano Alpi, Montaldo Mondovì, Ormea, Pamparato, Roburent und Roccaforte Mondovì.

## Verwendung in der Küche
Als Tafelkäse mit einem leichten Wein aus dem Piemont, aber auch in Risotto oder Salaten ist er in Italien sehr beliebt. Eingelegt mit grünen Oliven ist er ein hervorragender Antipasto oder einfach nur eine „Knabberei“.